# Dullahan
Der Begriff Dullahan (im Irischen auch Gan Ceann, zu deutsch „kopflos“) stammt aus der irischen Mythologie und bezeichnet eine Art böses Wesen, welches als kopfloser Reiter oder auch kopfloser Ritter in Erscheinung tritt. Es handelt sich meist um gefallene Soldaten und Helden, die als Geistererscheinung in Form eines kopflosen Reiters weiterleben. Ihren Kopf tragen sie hierbei oft unter dem Arm mit sich. Mit Rüstung, Schild und Schwert bewaffnet ist der Dullahan in den meisten mythologischen Sagen als Todesomen zu deuten.
Dullahan werden meist als männliche Wesen dargestellt, können jedoch auch weiblich sein.